# 두루두루amc의 음반
이 문서는 두루두루amc에서 발매한 음반 목록이다.

## 2000년대
- 2008년 10월 13일 장기하와 얼굴들 - [Digital Single] 싸구려 커피
- 2009년 2월 27일 장기하와 얼굴들 - 별일 없이 산다

## 2010년대
- 2011년 4월 28일 강산에 - Kiss
- 2011년 6월 9일 장기하와 얼굴들 - 장기하와 얼굴들
- 2012년 1월 13일 장기하와 얼굴들 - 범죄와의 전쟁: 나쁜놈들 전성시대 OST[1]
- 2014년 9월 18일 혁오 - 20
- 2014년 10월 15일 장기하와 얼굴들 - 사람의 마음
- 2014년 12월 8일 강산에 - 일리 있는 사랑 OST Part.1
- 2015년 1월 21일 혁오 - [Digital Single] Panda Bear
- 2015년 1월 22일 장기하 - [Digital Single] 강승원 1집 만들기 프로젝트Part.3:Digital World
- 2015년 2월 11일 장기하와 얼굴들 - [Digital Single] 새해 복
- 2015년 3월 24일 오혁 - [Digital Single] Lucky You![2]
- 2015년 4월 8일 태히언 - 행후감
- 2015년 5월 28일 혁오 - 22
- 2015년 7월 17일 파라솔 - 언젠가 그 날이 오면
- 2015년 7월 26일 강산에 - 심야식당 OST Part.4
- 2015년 11월 21일 오혁 - 응답하라 1988 OST Part.3
- 2016년 4월 2일 강산에 - 욱씨남정기 OST Part.2
- 2016년 5월 9일 카더가든 - [Digital Single] Little By Little
- 2016년 5월 18일 파라솔 - [Digital Single] 베개와 천장
- 2016년 6월 16일 장기하와 얼굴들 - 내 사랑에 노련한 사람이 어딨나요
- 2016년 8월 9일 파라솔 - [Digital Single] 온스테이지 287번째 파라솔
- 2016년 11월 5일 혁오 - 안투라지 MIXTAPE #1
- 2016년 11월 18일 카더가든 - [Digital Single] Gimme Love
- 2017년 3월 10일 카더가든 - [Digital Single] Together
- 2017년 4월 24일 혁오 - 23
- 2017년 9월 24일 카더가든 - 명불허전 OST Part.5
- 2017년 10월 22일 카더가든 - Yellow OST Part.3
- 2017년 12월 12일 카더가든 - APARTMENT
- 2017년 12월 29일 카더가든 - [Digital Single] 015B Anthology Part.4[3]
- 2018년 1월 15일 오혁 - [Digital Single] MOMOM (몸마음)[4]
- 2018년 1월 15일 카더가든 - 투깝스 OST Part.7
- 2018년 2월 5일 장기하와 얼굴들 - 새해 복 Remix 2018
- 2018년 5월 12일 카더가든 - 시크릿 마더 OST Part.1
- 2018년 5월 31일 혁오 - 24:How to find true love and happiness
- 2018년 10월 15일 오혁 - 배드파파 OST Part.2
- 2018년 10월 25일 장기하와 얼굴들 - [Digital Single] 초심
- 2018년 12월 15일 카더가든 - [Digital Single] 더 팬 2ROUND Part.1
- 2018년 12월 21일 혁오 - [Digital Single] 2018 와썹맨 캐롤[5]
- 2018년 12월 29일 카더가든 - [Digital Single] 더 팬 3ROUND Part.1[6]
- 2019년 1월 8일 혁오 - [Digital Single] Gang Gang Schiele (Superorganism Remix)[7]
- 2019년 1월 12일 카더가든 - [Digital Single] 더 팬 4ROUND Part.1[8]
- 2019년 1월 26일 카더가든 - [Digital Single] 더 팬 TOP 5[9]
- 2019년 2월 3일 카더가든 - [Digital Single] 더 팬 TOP 3[10]
- 2019년 4월 16일 카더가든 - [Digital Single] 나무
- 2019년 5월 14일 카더가든 - 초면에 사랑합니다 OST Part.4
- 2019년 6월 18일 카더가든 - [Digitial Single] 우리의 밤을 외워요
- 2019년 10월 23일 카더가든 - C
- 2019년 11월 22일 혁오 - 경계선의 남자 OST
- 2019년 11월 29일 백현진 - 가볍고 수많은
- 2019년 12월 7일 카더가든 - 초콜릿 OST Part.2

## 2020년대
- 2020년 1월 30일 혁오 - 사랑으로
- 2020년 2월 1일 카더가든 - [Digital Single] [Vol.46] 유희열의 스케치북 : 스물다섯 번째 목소리 `유스케 X 카더가든`
- 2020년 2월 15일 카더가든 - [Digital Single] [Vol.47] 유희열의 스케치북 : 스물다섯 번째 목소리 `유스케 X 카더가든`
- 2020년 7월 27일 이디오테잎 - [Digital Single] Too Old To Die Young
- 2020년 8월 19일 이디오테잎 - [Digital Single] Future That Never Comes
- 2020년 9월 3일 카더가든 - [Digital Single] 밤새 (취향저격 그녀 X 카더가든)
- 2020년 9월 8일 이디오테잎 - [Digital Single] Sorry to Greta
- 2020년 9월 24일 혁오,이디오테잎 - [Digital Single] Help (이디오테잎 Remix)
- 2020년 10월 5일 오혁 - [Digital Single] 야유회[11]
- 2020년 10월 8일 혁오 - [Digital Single] Help (Sunset Rollercoaster 落日飛車 Remake)[12]
- 2020년 11월 10일 O3ohn - [Digital Single] Clouds
- 2020년 11월 18일 카더가든 - [Digital Single] Traveller,No.401
- 2020년 12월 8일 이디오테잎 - 낮과 밤 OST Part.1
- 2020년 12월 16일 백현진 - 심플렉스:04
- 2021년 1월 7일 카더가든 - 여신강림 OST Part.3
- 2021년 1월 16일 O3ohn - 포커스(Folk Us) Semi Final[13]
- 2021년 1월 23일 O3ohn - 포커스(Folk Us) Final[14]
- 2021년 1월 28일 카더가든 - 부재
- 2021년 2월 26일 O3ohn - 포커스(Folk Us) Epilogue[15]
- 2021년 3월 13일 카더가든 - 괴물 OST Part.3
- 2021년 5월 25일 O3ohn - co
- 2021년 7월 13일 카더가든 - [Digital Single] 비긴어게인 오픈마이크 Episode.13
- 2021년 7월 20일 카더가든 - [Digital Single] 비긴어게인 오픈마이크 Episode.14[16]
- 2021년 8월 17일 O3ohn - [Digital Single] 어떤 날도,어떤 말도 (2021)
- 2021년 8월 23일 카더가든 - [Digital Single] 가까운 듯 먼 그대여
- 2021년 9월 5일 카더가든 - 갯마을 차차차 OST Part.1
- 2021년 11월 7일 카더가든 - [Digital Single] 숨을 곳 없어요
- 2021년 11월 20일 O3ohn - 지리산 OST Part.6
- 2021년 11월 28일 카더가든 - 지금, 헤어지는 중입니다 OST Part.6
- 2021년 12월 8일 혁오 - 사랑으로 Remix
- 2022년 1월 2일 카더가든 - [Digital Single] 그대와 잠든 나 사이에 (N번째 연애 X 카더가든)
- 2022년 2월 14일 장기하 - [Digital Single] 2022년 2월 22일
- 2022년 2월 22일 장기하 - 공중부양
- 2022년 3월 3일 임금비 - [Digital Single] 소금비[17]
- 2022년 3월 10일 카더가든 - 서른, 아홉 OST Part.4
- 2022년 6월 14일 O3ohn - 링크 : 먹고 사랑하라, 죽이게 OST Part.1
- 2022년 6월 26일 카더가든 - 환혼 OST Part.1
- 2022년 11월 10일 카더가든 - DIAMOND
- 2022년 12월 12일 봉제인간 - [Digital Single] GAEKKUM / GOOD
- 2023년 2월 5일 카더가든 - 우리의 디데이 OST Part.3
- 2023년 2월 25일 카더가든 - 모범택시2 OST Part.2
- 2023년 4월 5일 장기하 - [Digital Single] 해 / 할건지말건지
- 2023년 7월 31일 채무자들 - 채무자들
- 2023년 8월 8일 이디오테잎 - [Digital Single] Acid Punk
- 2023년 9월 12일 카더가든 - Harmony
- 2023년 9월 21일 이디오테잎 - [Digital Single] Vladimir Komarov
- 2023년 10월 4일 봉제인간 - 12가지 말들
- 2023년 10월 6일 이디오테잎 - [Digital Single] Vladimir Komarov Remixes
- 2023년 11월 1일 백현진 - 심플렉스:말보다는
- 2023년 11월 8일 카더가든 - 모래에도 꽃이 핀다 OST Part.1
- 2023년 11월 17일 백현진 - 심플렉스:오늘의 말
- 2023년 12월 5일 백현진 - [Digital Single] 빛
- 2024년 1월 15일 카더가든 - 내 남편과 결혼해줘 OST Part.3
- 2024년 5월 28일 백현진 - 크래시 OST Part.2
- 2024년 5월 29일 카더가든 - [Digital Single] 이젠 안녕 (남은 인생 10년 X 카더가든)
- 2024년 6월 18일 카더가든 - [Digital Single] 그 자리 그대로
- 2024년 6월 24일 봉제인간 - [Digital Single] 너의 뒤 / 응이라고 말을 해줘
- 2024년 7월 3일 혁오 - [Digital Single] Young Man[18]
- 2024년 7월 10일 혁오 - AAA[19]
- 2024년 9월 5일 장기하 - 베테랑 2 (Original Motion Picture Soundtrack)
- 2024년 10월 28일 차울 - Everything Bagel
- 2024년 11월 11일 카더가든 - [Digital Single] Wish 2025
- 2025년 1월 16일 강산에 - [Digital Single] 그 앞에 세워주세요
- 2025년 5월 6일 혁오 - AAA LIVE[20]
- 2025년 6월 10일 백현진 - 서울식: 밤 사이드
- 2025년 6월 18일 지윤해 - [Digital Single] 청개구리
- 2025년 8월 8일 장기하 - 하기장기하